# Jackson Guitars

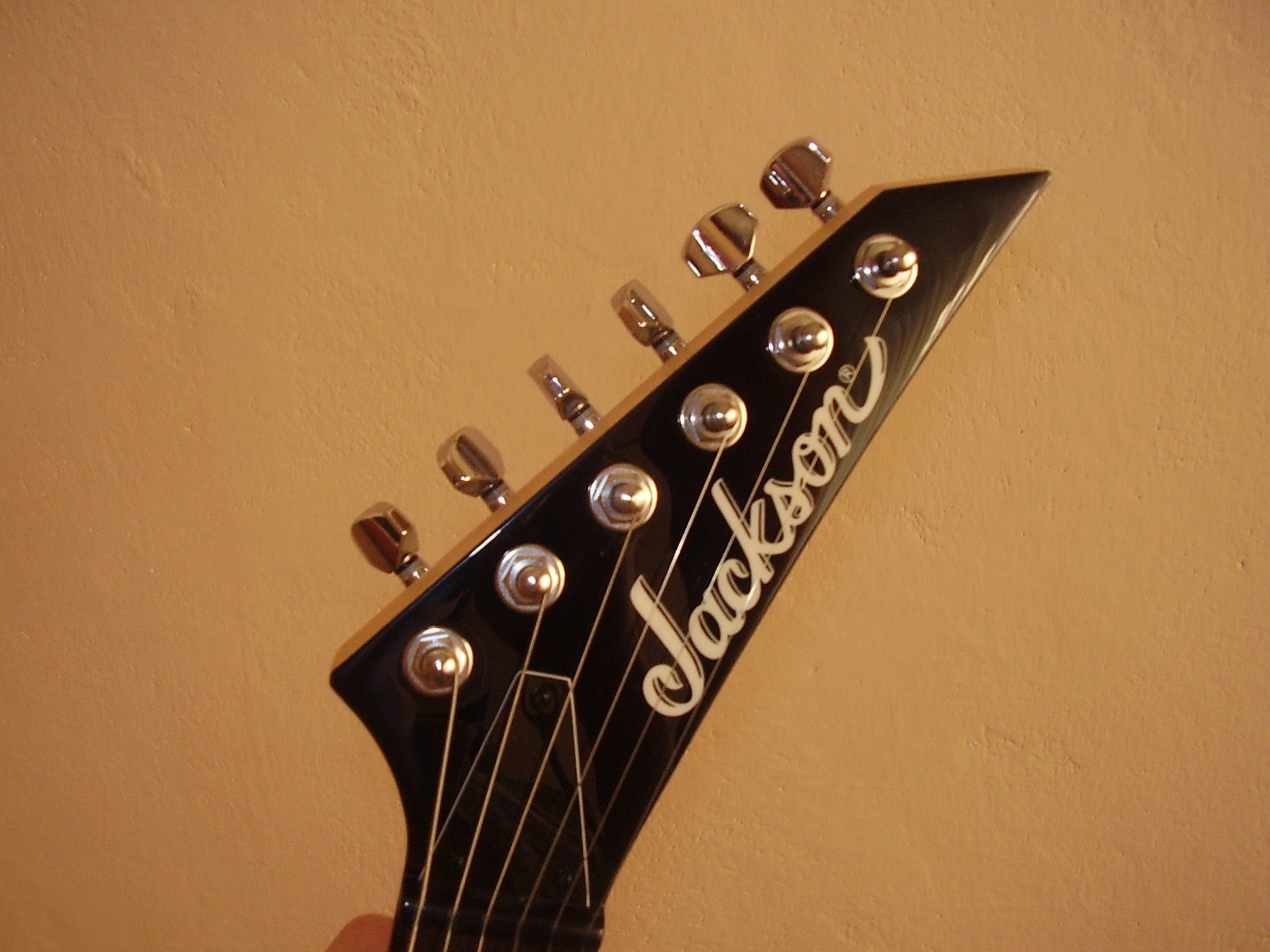
Логотип Jackson на голове гитарного грифа

«Jackson» — фирма-производитель гитар, первоначально принадлежавшая Гроверу Джексону (Grover Jackson), партнёру Уэйна Чарвэла, (Wayne Charvel) владельца гитарной мастерской Charvel Guitar Repair. Известность к Jackson пришла после модели гитары «Rhoads», первоначально придуманной и используемой гитаристом Рэнди Роадсом. Гровер поместил своё имя на гитару, а не название фирмы Чарвэла, поскольку думал, что результат окажется слишком плохим. Но именно эта модель вдохновила Гровера на создание своей компании.
10 ноября 1978 года, Уэйн Чарвэл продал свои права на Charvel Guitar Repair Гроверу Джексону.
В настоящее время Jackson принадлежит компании Fender, которая перекупила её у компании AMIC осенью 2002 года. Лидер группы Megadeth и давний почитатель гитар Jackson Дэйв Мастейн предложил сам выкупить компанию, но сделка не состоялась. Переход компании в руки Fender привёл к отказу многих музыкантов (включая самого Мастейна) от эндорсинга гитар Jackson.

## Модели гитар

### Модели, которые производятся в настоящее время

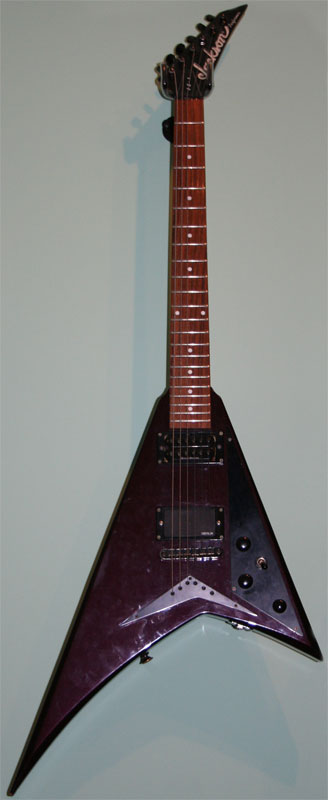
Jackson RR

- Jackson Rhoads: асимметричная форма «V» с заострёнными «крыльями». Первоначально назывался «Конкорд» и разрабатывался для гитариста Рэнди Роадса. После его смерти она была переименована в RR или Randy Rhoads.
- Jackson Soloist: Soloist имеет «сквозной» гриф и форму superstrat.

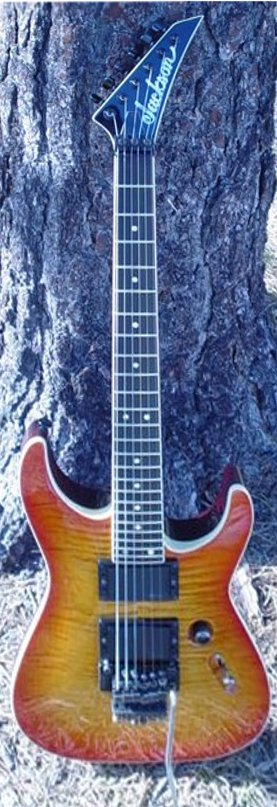
Jackson Soloist

- Jackson Dinky: суперстрат (англ. superstrat) с привинченным грифом (англ. bolt-on) и меньшего размера (7/8) по сравнению c Soloist.
- Jackson Kelly: аналог популярного Gibson Explorer, с несколько более гладкими формами. Модель прославилась благодаря Марти Фридману (Megadeth), его подписная модель — KE1.
- Jackson King V: симметричная форма «V» с длинными острыми краями. Первоначально гитара была разработана для Роббина Кросби (Robbin Crosby) из группы Ratt, но была популяризирована другим музыкантом — Дэйвом Мастейном (Megadeth), чья именная модель называется KV1.
- Phil Collen PC1 Signature Dinky: именная модель Dinky Фила Коллена со звукоснимателем Jackson Sustainer/Driver в позиции «у грифа», DiMarzio HS2 в «середине» и хамбакером DiMarzio Super 3 у бриджа, позолоченной фурнитурой и Original Floyd Rose. За PC1 последовала недолго выпускавшаяся модель PC3, удешевлённая благодаря использованию бюджетных звукоснимателей Duncan Designed от Seymour Duncan в комбинации H-S-S и «Wilkinson floating vibrato» вместо OFR.
- Jackson Warrior: агрессивный внешний вид с четырьмя заострёнными «рогами», форма которых разработана на основе головок грифов Jackson. Ibanez Xiphos и B.C. Rich Stealth (оригинал) схожи с Warrior, но имеют более гладкие формы и другую головку грифа.
- Jackson Mark Morton Dominion: именная серия гитар, разработанная Jackson и гитаристом Lamb of God, Марком Мортоном (Mark Morton).
- Jackson Phil Demmel Demmelition V: именная гитара, основанная на King V со слегка изменёнными крыльями в форме выреза.
- Jackson Adrian Smith San Dimas: именная гитара, разработанная на базе моделей Jackson custom shop 1980-х годов, которые были произведены для Эдриана Смита из Iron Maiden.

### Модели, которые доступны только в custom shop
- Jackson Death Kelly: похожа по форме на Kelly, но нижняя часть гитары вырезана как у Warrior, верхняя (возле грифа) осталась прежней.
- Jackson Death Angel: похожа на Death Kelly, нижняя часть гитары похожа на Warrior, а верхняя на SG/Kelly.
- Jackson Demon: имеет форму, похожую на Ibanez 540.
- Jackson "PC Archtop": была первой именной моделью Фила Коллена, разработанной в 1988 году после двух лет использования custom моделей Soloist и Dinky. Фил и Гровер Джексон приняли решение сделать эргономически правильную гитару, корпус которой был бы как у нормального «суперстрата», за исключением значительно большего верхнего рога и нижнего рога, более похожего на Fender Telecaster и вогнутым как у бас-гитар Spector серии NS.
- Jackson Roswell Rhoads: общая концепция соответствует Jackson Rhoads (асимметричная «V»), но больше похожа на асимметричную «U».
- Jackson Star: выглядит точно как Charvel Star, за исключением головки грифа Jackson и логотипа.
- Jackson Surfcaster: выглядит точно как Charvel Surfcaster, за исключением логотипа на головке грифа.
- Jackson Xtreme Rhoads: ещё одна версия Jackson Rhoads со слегка скошенным корпусом.

Кроме того все оригинальные формы и даже совершенно новые могут быть сделаны в custom shop.

### Модели, снятые с производства
- Jackson Kelly Star: схожа с Kelly, но нижняя часть гитары взята с Jackson Rhoads, а верхняя часть (возле грифа) осталась стандартной (Jackson Kelly).
- Jackson Firebird: копия Gibson Firebird.
- Jackson Y2KV: именная модель Дэйва Мастейна, выглядит как «V» со скруглёнными краями, в каталогах появлялся с 2000 по 2002, после чего была снята с производства, так как Мастейн разорвал контракт с Jackson Guitars.

### Серия Professional
- Jackson Professional — это серия гитар японского производства, повторяет популярные модельные линии США. Все гитары с меткой «Professional» на головке грифа произведены в Японии.
- Jackson Performer — гитары Jackson низкой ценовой категории производства середины 90-х за пределами США (первоначально Япония, позже Корея).